# فيليب بارتون كي الثاني
فيليب بارتون كي الثاني (بالإنجليزية: Philip Barton Key II)‏ هو محامي أمريكي، ولد في 5 أبريل 1818 في جورجتاون في الولايات المتحدة، وتوفي في 27 فبراير 1859 في واشنطن العاصمة في الولايات المتحدة.